# Oxyophthalma gracillis
Oxyophthalma gracillis es una especie de mantis de la familia Tarachodidae.

## Distribución geográfica
Se encuentra en la India y en Sri Lanka.